# Serzy-et-Prin
Serzy-et-Prin is een gemeente in het Franse departement Marne (regio Grand Est) en telt 199 inwoners (1999). De plaats maakt deel uit van het arrondissement Reims.

## Geografie
De oppervlakte van Serzy-et-Prin bedraagt 7,2 km², de bevolkingsdichtheid is 27,6 inwoners per km².
De onderstaande kaart toont de ligging van Serzy-et-Prin met de belangrijkste infrastructuur en aangrenzende gemeenten.

## Demografie
Onderstaande figuur toont het verloop van het inwonertal (bron: INSEE-tellingen).